# Catalyseur et réaction d'Adkins
Le catalyseur de Adkins est un catalyseur de chromite de cuivre ou de cuivre et oxyde de chrome utilisé dans la réduction des esters ou des acides carboxyliques en alcools correspondants. Cette réaction se fait à une haute pression - par exemple 135 atm - et à haute température - par exemple 150 °C.
La réaction d'Adkins est l'hydrogénolyse des esters par le dihydrogène en présence de Cu(Cr2O3) comme catalyseur. Cette réaction qui exige une pression et une température élevées, est surtout utilisée à l'échelle industrielle.
L'hydrogénolyse des triglycérides constitue une méthode de préparation des alcools à longue chaîne carbonée. L'exemple suivant concerne la tripalmitine.
Le phénanthrène est aussi réduit sur la position 9,10.